# Malina (film)
Malina är en österrikisk-tysk fantasyfilm från 1991 i regi av Werner Schroeter.
Filmen är basread på Ingeborg Bachmanns roman med samma namn.

## Utmärkelser
Malina vann Tyska filmpriset för bästa film 1991.

## Rollista i urval
- Isabelle Huppert - kvinnan (Autorin)
  - Lolita Chammah - kvinnan som barn
- Mathieu Carrière - Malina
- Can Togay - Ivan
- Fritz Schediwy - fadern
- Isolde Barth - modern
- Libgart Schwarz - fräulein Jellinek
- Peter Kern - bulgaren